# Marius Berliet

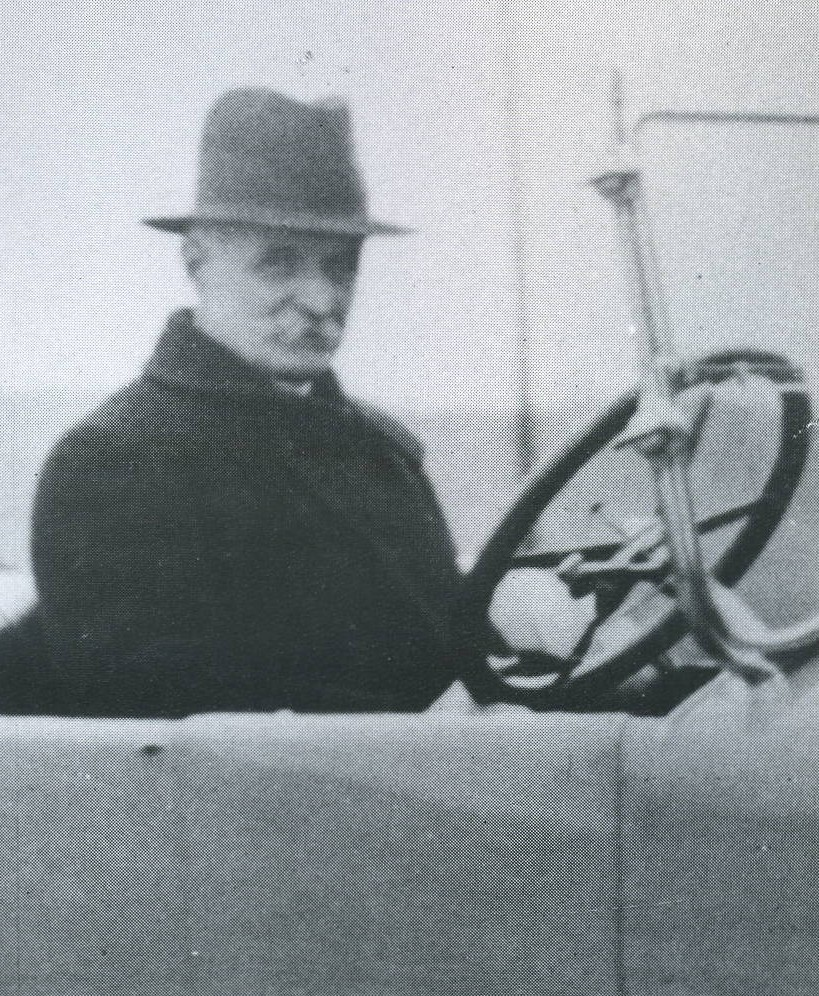
Marius Berliet in 1921

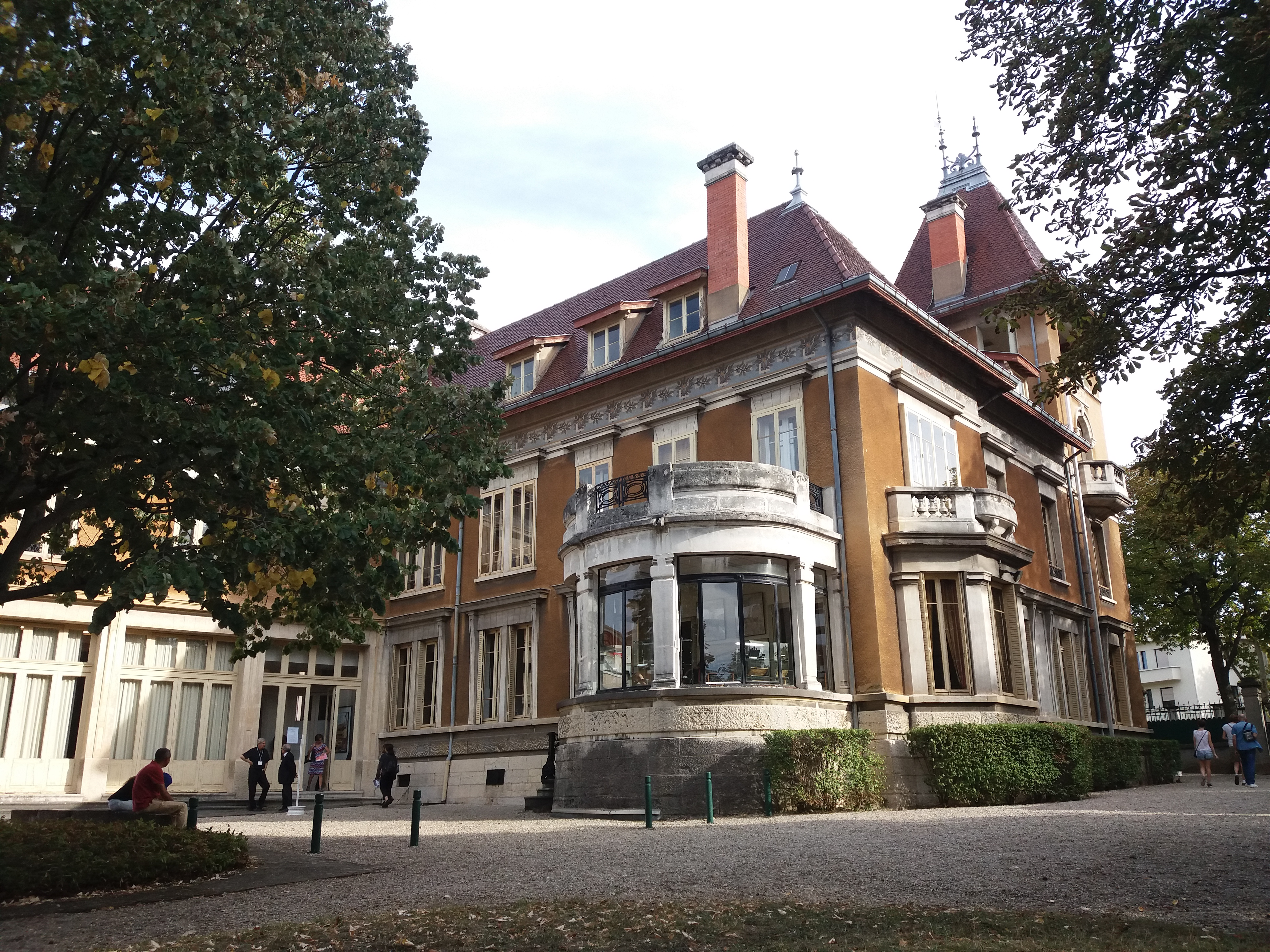
Villa Berliet

Marius Maximin François Joseph Berliet (Lyon, 21 januari 1866 - Cannes, 17 april 1949) was een Frans autobouwer.
Marius Berliet werd geboren in Lyon, in de industriële wijk La Croix-Rousse. Hij was de oudste van zeven kinderen, zijn ouders waren Joseph-Marie Berliet en Lucie-Philippine Fabre. De ouders behoorden tot de Stevenisten en Marius werd opgevoed volgens de principes van de Kleine Kerk. Dit impliceerde veel godsdienstonderwijs, focus op strengheid en integriteit, zin voor inspanning en familie, strikte houding ten opzichte van geld, dus geen verspilling of speculatie.
Gefascineerd door de mechanica, ontwierp Berliet zijn eerste motor in 1894 en zijn eerste auto in 1899. Op 1 juli 1905 verleende Berliet aan de American Locomotive Company (ALCO) een productielicentie voor de periode van drie jaar. Met het geld dat Berliet hiervoor kreeg, bouwde hij een nieuwe fabriek in Monplaisir, een wijk in Lyon. Naast personenwagens begon zijn bedrijf ook vrachtwagens en autobussen te fabriceren. In 1913 maakte de fabriek in Monplaisir al zo'n 4000 auto's en vrachtwagens en er werkten 3150 mensen. Datzelfde jaar werd de Berliet CBA vrachtwagen op de markt gebracht. De CBA was eenvoudig, robuust en zuinig en het leger toonde interesse. Met het uitbreken van de Eerste Wereldoorlog werden grote orders geplaatst en in de vier oorlogsjaren werden er bijna 15.000 stuks geleverd. Berliet was ook bij andere militaire projecten betrokken zoals de productie van granaten. In 1916 werd een start gemaakt met de bouw van een nieuwe en grotere fabriek in Vénissieux/Saint-Priest. Berliet maakte 1025 Renault FT tanks en tegen het einde van de oorlog werkten er zo'n 12.000 mensen in de fabrieken. Na de oorlog zakte de verkopen in, de regering verkocht op grote schaal voertuigen en ander overtollig oorlogsmaterieel waardoor er nauwelijks vraag was naar nieuwe voertuigen.
De onderneming kwam in grote financiële problemen. De grootste schuldeisers namen het bestuur over en Pariset, van bank Crédit Lyonnais, werd benoemd tot voorzitter van de raad van bestuur. Marius Berliet bleef betrokken, maar zijn rol als grootste aandeelhouder was uitgespeeld. Door op kosten te besparen en aantrekkende verkopen werden de schulden afbetaald. In 1929 kreeg Marius Berliet weer zeggenschap over zijn bedrijf en hij richtte zich op producten voor het vervoer van goederen en mensen over de weg en over het spoor. In 1939 werd de productie van personenauto's gestaakt.
Duitsland viel in mei 1940 Frankrijk binnen. Marius Berliet woonde in het onbezette deel, Vichy-Frankrijk, maar een deel van de fabrieken vielen in Duitse handen en werden gevorderd. De productie werd hierdoor gehinderd en in de oorlogsjaren viel de productie sterk terug. 
Toen Lyon werd bevrijd, werd Marius Berliet wegens collaboratie met de vijand gearresteerd op 4 september 1944 en een dag later legde de autoriteiten beslag op zijn fabrieken. In de gevangenis werd Marius Berliet geopereerd aan zijn prostaat in februari 1945. Op 20 juli 1945 werd hij voor de eerste keer verhoord. Op 3 juni 1946 begon de rechtszaak. De jury oordeelde dat de beklaagden, Marius en zijn zonen Jean en Paul, schuldig waren aan handelingen die de nationale defensie hebben geschaad. Marius werd veroordeeld tot twee jaar gevangenisstraf en de confiscatie van al zijn huidige en toekomstige eigendommen. Gezien zijn slechte gezondheid werd de gevangenisstraf omgezet in huisarrest. Hier schreef hij honderden brieven om zijn kant van het verhaal, van wat zich had afgespeeld in de oorlog, te vertellen. Na jaren van juridische strijd werd de confiscatie van het bedrijf op 28 december 1949 weer ongedaan gemaakt.
Marius Berliet overleed in Cannes op 17 mei 1949.
De Fondation Berliet werd opgericht in januari 1982 door de nakomelingen van Marius Berliet en Renault V.I..

## Privé
In 1907 trouwde Berliet met Louise Saunière (1881-1973). In 1912 verhuisden het echtpaar en hun twee kinderen, Jean (1908-1981) en Simone (1910-1912), naar 39 rue Esquirol in een villa naar een ontwerp van de architect Paul Bruyas. Hier worden nog drie meisjes en drie jongens geboren Odette (1913-2013), Yvonne (1914-2021), Henri (1915-2012), Maurice (1915-2008), Paul (1918-2012) en tot slot Jacqueline geboren in 1923.